# Pepel (Pferd)
Pepel (russisch Пепел, * 21. März 1956; † 1981) war ein Trakehner-Hengst, der 1972 bei den Olympischen Spielen in München unter Jelena Petuschkowa Olympiasieger im Dressurreiten mit der Mannschaft wurde.

## Abstammung
Der Vater von Pepel (russisch für „Asche“) war Pilgrim, ein Nachkomme des berühmten Trakehnerhengstes Pythagoras, seine Mutter Polyn 118 stammte von Creon, dessen Vater ebenfalls Pythagoras war, in beider Ahnenlinie war Ararad. Diese Pferde begründeten die sogenannte russische Trakehnerlinie, waren sie doch als Folge des Zweiten Weltkriegs auf ein Gestüt in Kirow in die Sowjetunion gekommen. Pepel galt mit einem Stockmaß von 163 cm zunächst als ein Pferd für Vielseitigkeitsprüfungen, entwickelte sich aber zu einem Dressurpferd mit natürlicher Ausstrahlung.

## Der Beginn unter „Frau Pepel“
Der Hengst galt als schwieriges, kaum reitbares Pferd, der damalige sowjetische Nationaltrainer Grigori Anastasjew wählte Jelena Petuschkowa als Reiterin für den sensiblen, aber auch als stur geltenden Hengst aus. Es brauchte lange Zeit, bis Pepel sich an seine Partnerin gewöhnte, sie blieb bis zum Ende seiner Karriere Pepels einzige Reiterin. Das Pferd galt als leichtfüßig mit natürlichen Bewegungen, Korrekturen nahm es nur mit Widerstand, dann aber dauerhaft an. Gesattelt im Dressurviereck waren seine Bewegungsabläufe kaum von seinen Bewegungen auf der Koppel zu unterscheiden. Pepels Reiterin Jelena Petuschkowa wurde nach dem Pferd mit dem Kosenamen „Frau Pepel“ (russisch Фрау Пепел) belegt. Das Paar trat international erstmals bei den Europameisterschaften im Dressurreiten 1965 in Kopenhagen an und ritt in den folgenden zehn Jahren zu zahlreichen Erfolgen.

## Erfolge
Der größte Erfolg Pepels war der Olympiasieg mit der Mannschaft bei den Olympischen Spielen in München, das Paar Pepel/Petuschkowa sicherte sich bei diesen Spielen auch die Silbermedaille im Einzel. Ebenfalls eine Silbermedaille hatten die beiden bei den Olympischen Spielen 1968 in Mexiko mit der Mannschaft erkämpft, den Einzelwettbewerb beendeten sie dort als Sechste.
Weitere bedeutende Erfolge waren der Gewinn der Weltmeisterschaft 1970 in Aachen, sowohl im Einzel, als auch mit der Mannschaft. Bei den Weltmeisterschaften 1966 war Pepel unter seiner Reiterin schon Dritter geworden, ebenso 1974 im Einzel und mit der Mannschaft auf Platz zwei eingekommen. Bei Europameisterschaften waren die beiden mit der Mannschaft viermal Zweiter (1967, 1971, 1973, 1975) und zweimal Dritter (1965, 1969). Die einzige Einzelmedaille bei Europameisterschaften gewannen sie 1973, als sie hinter Reiner Klimke auf Mehmed und vor Iwan Kalita mit Tarif Zweite wurden.

## Zuchthengst und Tod
Pepel trat unter seiner einzigen Reiterin im Jahr 1977 zu seinem letzten Wettbewerb an, dies waren die nationalen Sowjetischen Meisterschaften, bei denen das Paar insgesamt dreizehnmal erfolgreich gewesen war. Er wurde auf sein heimatliches Gestüt in Kirow verbracht und wurde ein erfolgreicher Zuchthengst. Er zeugte Salph, ein herausragendes Springpferd, und Gipjur, der Pepel im Aussehen glich. Gipjur wurde ebenfalls von Petuschkowa in Wettbewerben geritten, wegen einer Leistenverletzung endete seine Karriere vorzeitig. 1980 zeugte Pepel noch Sapros, der an das Gestüt Vogelsangshof in Kevelaer verkauft wurde und sein letzter direkter Nachkomme war. Pepel starb 1981 mit 25 Jahren eines natürlichen Todes.